# روجر موريس (كاتب)
روجر موريس (بالإنجليزية: Roger Morris)‏ هو كاتب بريطاني، ولد في 1960 في مانشستر في المملكة المتحدة.